# 地主神社
地主神社（じしゅじんじゃ）是位在日本京都府京都市東山區的神社，主祭神是大國主命，是日本有名的結緣、祈求戀愛運的神社。

## 概要
在清水寺的清水之舞台左邊，到江戶時代為止是清水寺之鎮守社。明治時代，因神佛分離令從清水寺獨立。1994年，作為清水寺之一部登錄為世界文化遺產「古都京都的文化財」。

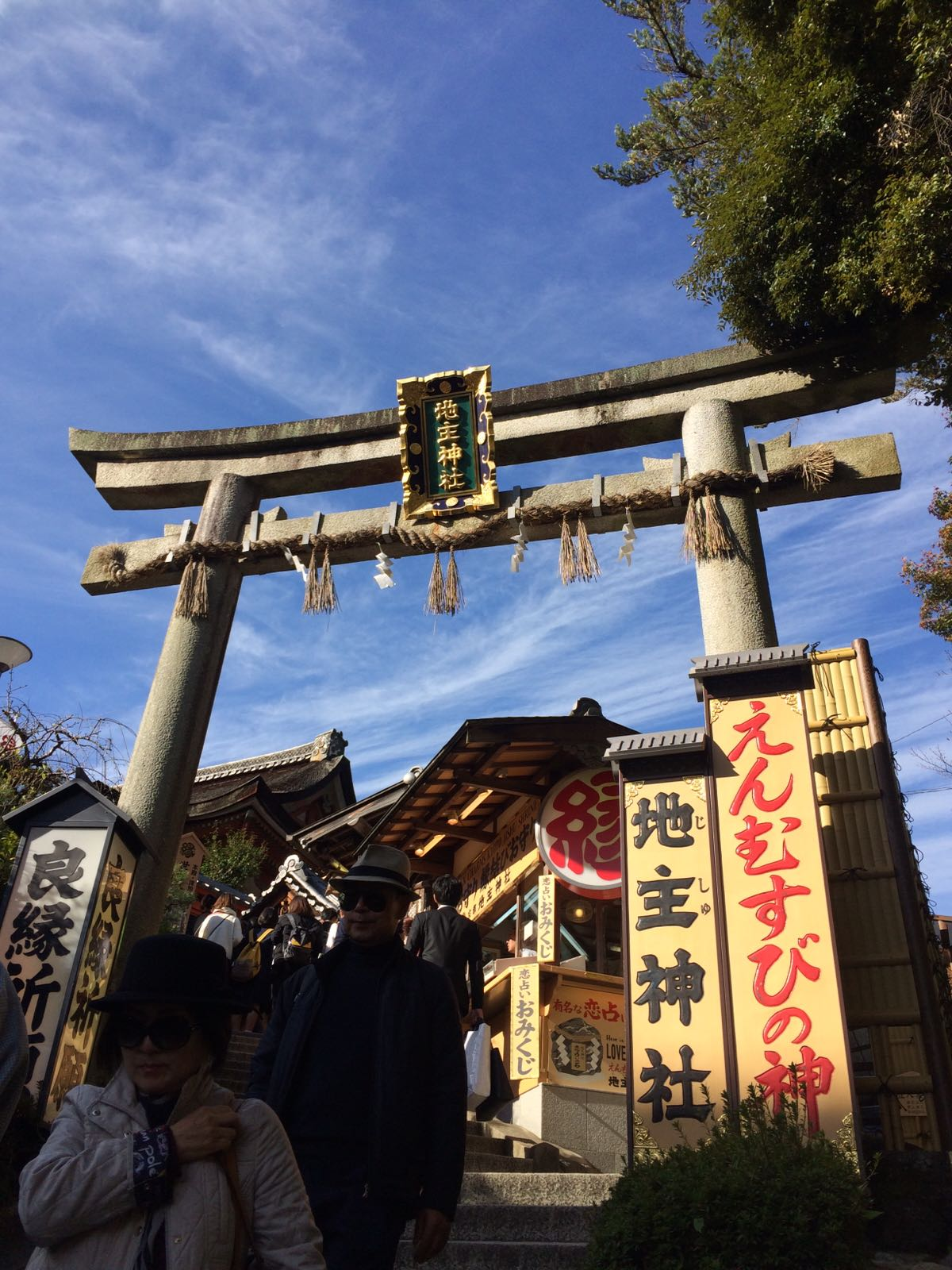
地主神社大门

## 關連項目
- 地主神

## 外部連結
- （日語）地主神社（页面存档备份，存于）

34°59′42.86″N 135°47′06.52″E / 34.9952389°N 135.7851444°E